# 广州松日足球俱乐部

会徽

广州松日电器足球队，是一支已经解散的中国职业足球队。
球队的前身是广州足球青年队，组建于1990年，该年参加全国青年赛获第四名；1991年代表广州市参加第二屆全国城市运动会获得足球冠军；1992年参加中国足球乙级联赛获第三名，并藉此晋升全国足球甲级行列；1994年该队以10胜5平5负获中国足球甲级B组联赛第三名；1995年参加全国足协杯赛力克两届全国甲A亚军广州太阳神队，战胜广东宏远队，晋升八强，被誉为一匹绿茵“黑马”。1995年全国甲级B组联赛，松日队以10胜8平4负的战绩夺得亚军，晋升甲A。1996年中国足球甲级A组联赛，松日队以2胜9平11负的战绩名列第十二位，降入甲B。
1997年邀请徐根宝执教，又有高洪波加盟而实力大增，以致徐根宝一度说出了“冲不上甲A，从此不当教练”的话。但联赛中多次受挫，致使最后阶段即使战胜也要竞争对手河南建业失分才能晋级。此时由于徐根宝在故乡上海足坛的影响力，上海的两支球队上海豫园和上海浦东连续逼平河南建业，最终松日以微弱优势晋升甲A。赛后徐根宝道出“谢天、谢地、谢人”的感慨。
1998年是松日最辉煌的一年，但是广州松日队在赛季初并没有显示很强的实力，从联赛的开始至中段时还在保级区与降级区之间徘徊，以致于很多人都认为，等到联赛结束时广州松日队必将被打回甲B。赛季中期塔瓦雷斯的上任使到广州松日有一个梦幻般的三连胜，这是广州松日的历任教练在中国顶级赛场上从来未有过的辉煌。广州松日凭着这个三连胜，令外界的看法从“保级球队”改为“甲A黑马”，如同坐着升降机从保级区一下子升到第二集团的头把交椅，塔瓦雷斯就是这个“小太阳”如日中天的有力推手。 最后本赛季获得第四名的好成绩。
1999年，是广州松日运气戛然而止的一年。正当广州球迷期望着在新的一年中，作为甲A联赛上唯一一支的广州球队能继续着黑马的本色取得联赛更佳的战绩时，塔瓦雷斯就因为不满中国足球的现状，愤然提出辞职，不过谁也想不到，这会是广州松日崩溃的开始。该年2月，广州松日与贵阳市有关方面签定甲A联赛主场经营权转让合同，将该赛季的主场迁至贵州省体育场（贵阳市新体育场），导致1999赛季广州市内没有甲A比赛，贵州省得以首次承办中国足球顶级联赛。广州松日即使战绩不佳，在九九赛季的最后一轮开始前，广州松日以7胜6和12负积27分，排在积分榜的第十一名。这支被舆论普遍认为降组军团中降组可能性最小的球队却在最后时刻以2比3被胜负无关痛痒的天津泰达阻击，在渝沈假球案的影响下意外降组。2000年在甲B中列倒数第一再降级，不久俱乐部解散，部分球员转会加盟广州吉利（即现广州足球俱乐部）。
松日队解散后，俱乐部的青年队在2002年4月23日获得日之泉集团赞助，成立了广州日之泉亿达，并参加了2002年和2003年的乙级联赛，不过都未能升级。2004年，日之泉又入主原广州吉利俱乐部，原来的日之泉亿达也随即并入新的广州日之泉足球俱乐部，从此不复存在。
但是根據广州亿达足球俱乐部（学校）的自我介紹，广州亿达仍然運作中；根據国家企业信用信息公示系统，广州市南沙区黄阁亿达足球俱乐部(广州亿达)是一間於2003年登記的个体工商户。

## 著名球员
- 谢育新
- 胡志军
- 高洪波
- 温小明
- 黎梓菲
- 沈嵘
- 叶志彬
- 刘醒
- 赵昌宏
- 霍日宁
- 董国智
- 张卫华
- 周文栋
- 慕军
- 杨朋锋
- 高佳